# ザムエル・ゴットリープ・グメリン
- サムエル・ゴットリープ・グメリン

ザムエル・ゴットリープ・グメリン（Samuel Gottlieb Gmelin、1744年7月4日 - 1774年7月27日）はドイツの植物学者、博物学者である。ロシアで働いた。

## 略歴
テュービンゲンで生まれた。多くの学者を出した家系で伯父に、ロシアでも働いた植物学者のヨハン・ゲオルク・グメリンがおり、弟のクリスティアン・グメリンは顔料のウルトラマリンの合成に成功した化学者である。
テュービンゲン大学で医学を学んだ後、オランダのライデン大学、フランスのソルボンヌ大学のミシェル・アダンソンの元でも学んだ。ライデン大学では後にロシアでの探検を共に行うことになるペーター・ジーモン・パラスと親しくなった。
1767年にサンクトペテルブルクの植物学の教授に任命された。女帝エカチェリーナ2世の依頼でヴァルダイ丘陵、モスクワ、トゥーラやヴォロネジなどの科学調査を行った。
1770年からにパラスとコーカサス地方、ペルシャの探検を行い、デルベント、バクー、サリャン、エンゼリー、ラシュト、ギーラーン、サーリーなどを調査した。その後もギュルデンシュテット（Johann Anton Güldenstädt）、レピョーヒン（Ivan Ivanovich Lepjochin）らとカスピ海沿岸の科学調査を行った。
1774年にキズリャルへ探検から戻る途中でダルギン人の部族に拘束され、開放のための身代金の交渉中に現在のロシア、ダゲスタン共和国のアフメドケントで没した。
主著は "Historia fucorum" (Petersburg 1768)と旅行記、"Reisen durch Rußland" (Petersburg 1770–84, 4 巻)であり、ヨハン・ゲオルク・グメリンの『シベリアの植物』（"Flora Sibirica"1733–1743）の3,4巻を執筆した。